# Dalmatinische Landschildkröte

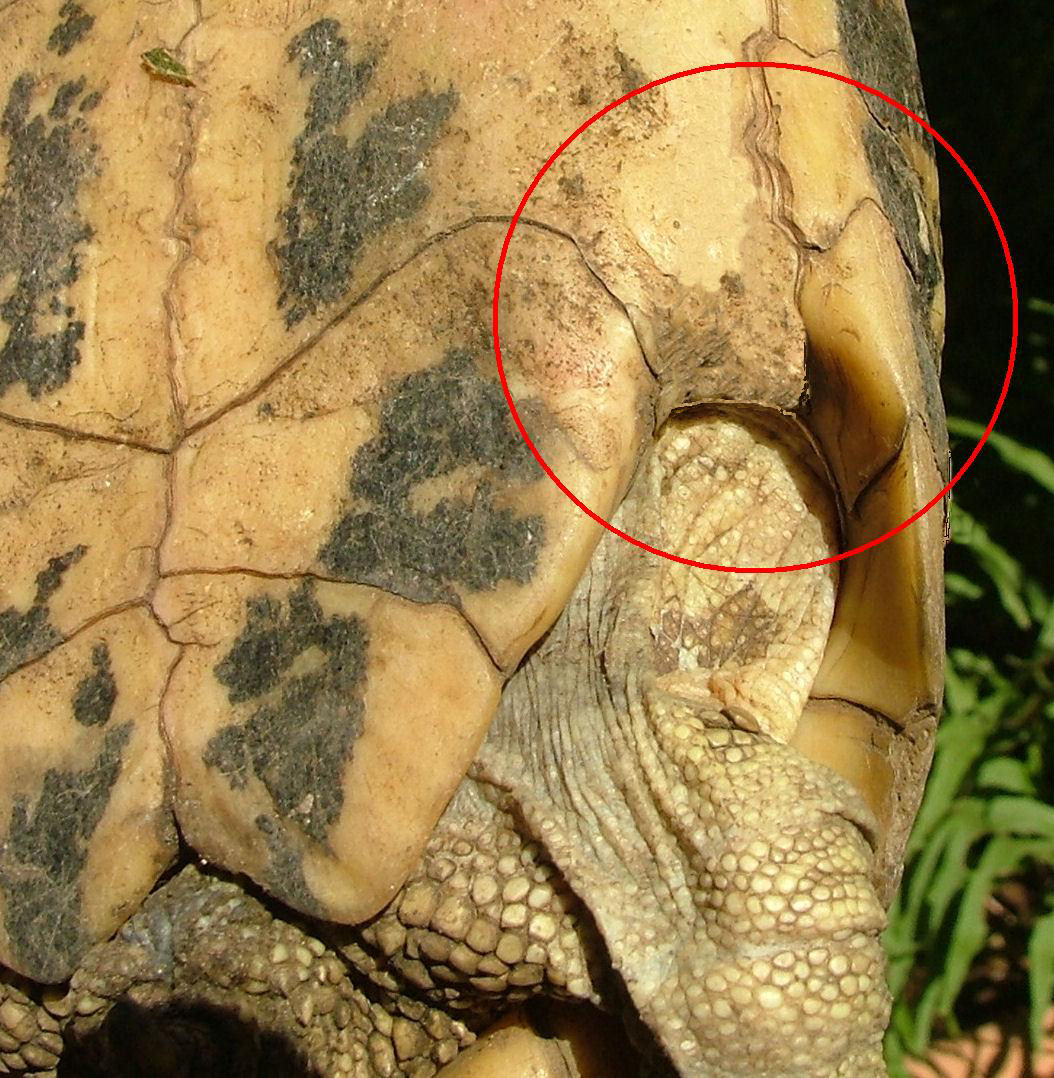
Fehlende Inguinalschilde (umkreist)

Als Dalmatinische Landschildkröte (Testudo hermanni boettgeri var. hercegovinensis) wird eine kleinwüchsige Population der Griechischen Landschildkröte bezeichnet. Der Name ist abgeleitet von einem Teil des Verbreitungsgebietes, der Herzegowina, ihr deutscher Name bezieht sich auf das ehemalige Dalmatien. Bereits im Jahre 1898 wurde sie von Franz Werner als Unterart Testudo graeca hercegovinensis beschrieben, was sich aber nicht durchsetzte.
2002 versuchte J. Perälä diese Lokalform als eigenständige Art Testudo hercegovinensis aus Testudo hermanni boettgeri auszugliedern, was jedoch 2006 bereits wieder von U. Fritz angezweifelt wurde. Auch die CITES Species database listet keine entsprechende Art auf.

## Beschreibung und Verbreitung
Im Gegensatz zu den anderen östlichen Varianten der Griechischen Landschildkröte besitzt diese Form keine oder verkleinert ausgebildete Inguinalschilde (Hüftschildchen), bleibt deutlich kleiner (meist nur bis zu 20 cm) und erreicht ein geringeres Gewicht, bei Weibchen 700 bis 1300 Gramm und bei Männchen in der Regel 600 bis 800 Gramm. Der Anteil der schwarzen Zeichnung auf dem Carapax ist größer. Diese Landschildkröte ist östlich der Adria in Teilen des ehemaligen Dalmatiens, den kroatischen Küstenregionen, Bosnien-Herzegowina und Montenegro verbreitet, das nördlichste Verbreitungsgebiet von Landschildkröten in Europa.

## Nachweise